# Rhizophydium gibbosum
Rhizophydium gibbosum är en svampart som först beskrevs av Friederich Wilhelm Zopf, och fick sitt nu gällande namn av A. Fisch. 1892. Rhizophydium gibbosum ingår i släktet Rhizophydium och familjen Rhizophydiaceae.   Inga underarter finns listade i Catalogue of Life.